# Louis Amundson
Louis Gabriel Amundson (ur. 7 grudnia 1982 w Ventura) – amerykański koszykarz, grający na pozycji środkowego, obecnie zawodnik Toshiba Brave Thunders Kanagawa.

## College
Podczas czterech lat gry dla UNLV zdobywał średnio 7,2 punktu, 5,6 zbiórki 1,0 bloku w 120 meczach. Przez całą karierę zdołał zablokować 120 rzutów rywali, co jest siódmym wynikiem w historii uczelni. 30 listopada ustanowił rekord punktowy na uczelni, zdobywając 25 punktów w spotkaniu przeciwko Oklahoma State. W trakcie studiów musiał opuścić cały sezon 2002-03 z powodu dłużącej się kontuzji kciuka.

## NBA

### NBDL i awans do NBA
Nie został wybrany w drafcie 2006 roku, ale 8 lipca 2006 podpisał niegwarantowany kontrakt z Sacramento Kings. Nie zagrał jednak ani razu w ich barwach, gdyż został zwolniony 26 października. Trafił wtedy do ligi NBDL, do zespołu Colorado 14ers. Tam zagrał 25 meczów, notując średnio 11,1 punktu, 7,6 zbiórki i 2,5 bloku. Dzięki takim osiągnięciom został wybrany najlepszym debiutantem ligi. 5 lutego 2007 podpisał pierwszy z dwóch 10-dniowych kontraktów z Utah Jazz. W ich barwach zagrał jednak tylko 1 mecz.

### Philadelphia 76ers
8 marca podpisał pierwszy z dwóch dziesięciodniowych kontraktów z Philadelphia 76ers. Na tyle się spodobał trenerowi i władzom klubu, że dostał umowę do końca sezonu. Zagrał łącznie w 10 meczach Sixers, zdobywając 1,6 punktu i notując 2,8 zbiórki na mecz. W kolejnym sezonie zagrał w barwach Sixers 16 razy. Średnio grał po 4,0 minuty, zdobywając 1,1 punktu. Wystąpił także w dwóch meczach play-off.

### Phoenix Suns
Podczas ligi letniej 2008 reprezentował barwy Golden State Warriors, zdobywając dla nich w 5 meczach średnio 6,2 punktu, 5,4 zbiórki podczas 17,6 minuty na parkiecie. Do składu na sezon zasadniczy się jednak nie załapał. 14 sierpnia 2008 podpisał kontrakt z Phoenix Suns. W nowych barwach zagrał w 76 meczach, zdobywając średnio 4,2 punktu i 3,6 zbiórki w trakcie 13,7 minuty na mecz. Trafiał przy tym 53,6% rzutów z gry. 27 lutego 2009 w meczu przeciwko Toronto Raptors zdobył rekordowe w karierze 20 punktów i dodał do tego 10 zbiórek i 4 bloki. Na koniec sezonu został uhonorowany nagrodą imienia Dana Majerle dla zawodnika wyróżniającego się największym zaangażowaniem na boisku.
29 czerwca 2009 Phoenix Suns skorzystali z zapisu w kontrakcie i automatycznie przedłużyli kontrakt Amundsona na kolejny sezon. W nim zagrał w 79 meczach, zdobywając średnio 4,7 punktu i 4,4 zbiórki podczas 14,8 minuty gry. Trafiał z gry na skuteczności 55,1%. 16 marca 2010 wyrównał rekord kariery, rzucając 20 punktów przeciwko Minnesota Timberwolves. Zagrał we wszystkich 16 meczach play-off, notując w nich 2,9 punktu i 3,5 zbiórki na mecz.

### Golden State Warriors
13 września 2010 podpisał roczny kontrakt z Golden State Warriors z opcją przedłużenia na kolejny w zależności od decyzji zawodnika. W nowej drużynie zagrał w 46 meczach, notując średnio 4,3 punktu i 4,0 zbiórki na mecz. Jego średnia 15,0 minut była najwyższą w karierze. 30 czerwca 2011 zdecydował się skorzystać z zapisu w kontrakcie i przedłużył jego ważność o kolejny sezon.

### Indiana Pacers
19 grudnia 2011 został wymieniony przez Golden State Warriors do Indiana Pacers w zamian za Brandona Rusha. W nowych barwach grał średnio po 12,6 minuty na mecz, zdobywał w tym czasie 3,6 punktu i 3,7 zbiórki na mecz.

### Minnesota Timberwolves
25 września 2012 podpisał roczny kontrakt z Minnesota Timberwolves. Rozegrał w ich barwach 20 spotkań, grając średnio po 8,1 minuty na mecz i zdobywając w tym czasie 1,6 punktu i 2,4 zbiórki. 8 lutego 2013 w związku z problemami zdrowotnymi podstawowych zawodników został zwolniony z kontraktu, żeby zrobić miejsce dla innych nabytków zespołu.

### Chicago Bulls
1 marca 2013 podpisał 10-dniowy kontrakt z Chicago Bulls. Rozegrał w barwach tego zespołu tylko 1 mecz.

### New Orleans Hornets
12 marca 2013 podpisał umowę do końca sezonu z New Orleans Hornets. W barwach Szerszeni zadebiutował 12 marca 2013 w spotkaniu z Brooklyn Nets. Podczas 4 minut gry spudłował 1 rzut z gry i popełnił 3 faule.

### Los Angeles Clippers
30 września 2013, Amundson podpisał kontrakt z Los Angeles Clippers. 26 października 2013, przed rozpoczęciem sezonu, został przez nich zwolniony.

### New Orleans Pelicans
12 listopada 2013 Amundson podpisał kontrakt z New Orleans Pelicans na resztę sezonu 2013/2014. 31 grudnia 2013 został przez nich zwolniony.

### Chicago Bulls
10 kwietnia 2014 podpisał kontrakt z Chicago Bulls do końca sezonu 2013/14. 15 lipca 2014 został zwolniony przez Bulls.

### Cleveland Cavaliers
19 września 2014 podpisał kontrakt z Cleveland Cavaliers.

### Inne
30 grudnia 2017 został zawodnikiem japońskiego Toshiba Brave Thunders Kanagawa.

## Osiągnięcia
Stan na 31 grudnia 2017, na podstawie, o ile nie zaznaczono inaczej.
NCAA
- Zaliczony do II składu All-Mountain West (2006)

Indywidualne
- Debiutant roku NBA D-League (2007)
- Zaliczony do I składu D-League (2007)

## Statystyki
Stan na koniec sezonu 2018/19

### NCAA
Na podstawie Sports-Reference.com (ang.)
| Sezon   | Drużyna | M   | S5 | MPG  | FG%   | 3P%  | FT%   | RPG | APG | SPG | BPG | PPG  |
| ------- | ------- | --- | -- | ---- | ----- | ---- | ----- | --- | --- | --- | --- | ---- |
| 2001/02 | UNLV    | 30  | –  | 15,0 | 50,0% | 0,0% | 59,5% | 2,3 | 0,3 | 0,5 | 0,3 | 2,8  |
| 2003/04 | UNLV    | 31  | –  | 16,1 | 52,5% | 0,0% | 52,2% | 4,1 | 0,4 | 0,5 | 0,9 | 4,5  |
| 2004/05 | UNLV    | 30  | –  | 24,2 | 56,1% | 0,0% | 28,8% | 7,5 | 0,4 | 1,0 | 1,4 | 7,8  |
| 2005/06 | UNLV    | 29  | –  | 28,1 | 52,8% | 0,0% | 57,5% | 8,6 | 1,1 | 1,1 | 1,3 | 14,3 |
| Razem   |         | 120 | –  | 22,6 | 53,5% | 0,0% | 50,3% | 5,6 | 0,5 | 0,8 | 1,0 | 7,2  |

### NBA
Na podstawie Basketball-Reference.com (ang.)

#### Sezon regularny
| Sezon   | Drużyna      | M   | S5 | MPG  | FG%   | 3P%  | FT%   | RPG | APG | SPG | BPG | PPG |
| ------- | ------------ | --- | -- | ---- | ----- | ---- | ----- | --- | --- | --- | --- | --- |
| 2006/07 | Utah         | 1   | 0  | 2,0  | –     | –    | –     | 0,0 | 0,0 | 0,0 | 0,0 | 0,0 |
| 2006/07 | Philadelphia | 10  | 0  | 8,7  | 40,0% | –    | 40,0% | 2,8 | 0,1 | 0,1 | 0,8 | 1,6 |
| 2007/08 | Philadelphia | 16  | 0  | 4,0  | 50,0% | –    | 28,6% | 0,8 | 0,0 | 0,1 | 0,1 | 1,1 |
| 2008/09 | Phoenix      | 76  | 0  | 13,7 | 53,6% | 0,0% | 44,2% | 3,6 | 0,4 | 0,4 | 0,9 | 4,2 |
| 2009/10 | Phoenix      | 79  | 0  | 14,8 | 55,1% | 0,0% | 54,5% | 4,4 | 0,4 | 0,3 | 0,9 | 4,7 |
| 2010/11 | Golden State | 46  | 7  | 15,0 | 45,4% | –    | 39,1% | 4,0 | 0,4 | 0,3 | 0,7 | 4,3 |
| 2011/12 | Indiana      | 60  | 0  | 12,6 | 43,0% | –    | 42,7% | 3,7 | 0,2 | 0,5 | 0,7 | 3,6 |
| 2012/13 | Minnesota    | 20  | 0  | 8,1  | 36,8% | –    | 20,0% | 2,4 | 0,2 | 0,4 | 0,3 | 1,6 |
| 2012/13 | Chicago      | 1   | 0  | 2,0  | 0,0%  | –    | –     | 1,0 | 0,0 | 0,0 | 0,0 | 0,0 |
| 2012/13 | New Orleans  | 18  | 0  | 11,6 | 42,9% | –    | 50,0% | 3,2 | 0,4 | 0,5 | 0,3 | 2,4 |
| 2013/14 | New Orleans  | 18  | 0  | 10,2 | 50,0% | –    | 25,0% | 3,1 | 0,3 | 0,5 | 0,6 | 2,1 |
| 2013/14 | Chicago      | 1   | 0  | 1,0  | –     | –    | –     | 0,0 | 0,0 | 0,0 | 0,0 | 0,0 |
| 2014/15 | Cleveland    | 12  | 0  | 6,6  | 33,3% | –    | 60,0% | 1,7 | 0,4 | 0,1 | 0,0 | 0,9 |
| 2014/15 | New York     | 41  | 35 | 20,9 | 43,2% | 0,0% | 46,3% | 6,0 | 1,6 | 0,5 | 1,3 | 6,0 |
| 2015/16 | New York     | 29  | 0  | 7,0  | 35,8% | –    | 51,9% | 1,7 | 0,4 | 0,2 | 0,2 | 1,8 |
| Razem   |              | 428 | 42 | 12,9 | 47,4% | 0,0% | 44,4% | 3,6 | 0,4 | 0,4 | 0,7 | 3,7 |

#### Play-offy
| Sezon | Drużyna      | M  | S5 | MPG  | FG%   | 3P% | FT%   | RPG | APG | SPG | BPG | PPG |
| ----- | ------------ | -- | -- | ---- | ----- | --- | ----- | --- | --- | --- | --- | --- |
| 2008  | Philadelphia | 2  | 0  | 5,0  | 50,0% | –   | 50,0% | 3,5 | 0,0 | 0,0 | 0,0 | 2,5 |
| 2010  | Phoenix      | 16 | 0  | 12,1 | 52,8% | –   | 42,9% | 3,5 | 0,1 | 0,4 | 0,4 | 2,9 |
| 2012  | Indiana      | 11 | 0  | 8,5  | 52,2% | –   | 50,0% | 2,1 | 0,2 | 0,2 | 0,5 | 2,5 |
| Razem |              | 29 | 0  | 10,3 | 52,4% | –   | 44,8% | 3,0 | 0,1 | 0,3 | 0,4 | 2,7 |

### NBDL
Na podstawie Basketball-Reference.com (ang.)
| Sezon   | Drużyna        | M  | S5 | MPG  | FG%   | 3P%  | FT%   | RPG | APG | SPG | BPG | PPG  |
| ------- | -------------- | -- | -- | ---- | ----- | ---- | ----- | --- | --- | --- | --- | ---- |
| 2006/07 | Colorado 14ers | 25 | 25 | 25,2 | 56,3% | 0,0% | 48,9% | 7,6 | 0,7 | 0,8 | 2,5 | 11,1 |
| Razem   |                | 25 | 25 | 25,2 | 56,3% | 0,0% | 48,9% | 7,6 | 0,7 | 0,8 | 2,5 | 11,1 |